# 太田資顕
太田 資顕（おおた すけあき、? - 天文16年10月9日（1547年11月21日））は、戦国時代の武将。別名は資時（すけとき）。左京亮。信濃守。号は全鑑（ぜんかん）。太田資頼の嫡男。太田資正の兄。妻は成田親泰の娘。娘は遠山藤九郎及び上杉憲盛正室。
父や弟と共に扇谷上杉氏に仕えた。1533年、父の隠居により家督を相続した。主家の衰退に伴い後北条氏との関係を次第に強めていき、天文15年（1546年）3月には北条氏に「逐日入魂」していたとされ、その直前には北条氏に仕えていた太田景資（康資の庶兄）と内通を試みて主君・上杉朝定の河越城攻略への参加に応じなかった。同年4月、河越夜戦で上杉朝定が北条氏康に敗れて戦死したため、正式に後北条氏の家臣となった。また、臨済宗を篤く信じていたといわれる。
天文16年（1547年）10月9日死去。享年は不詳だが、没時にはすでに孫がいた。男子がいなかったため、家督は弟の資正が継承した。